# كيرونا
كيرونا (بالسويدية: Kiruna، بلغة السامي الشمالية: Giron، بالفنلندية: Kiiruna) هي البلدة الأقصى شمالا في السويد، وتقع في إقليم لابلاند. كان عدد سكانها 17,002 نسمة في عام 2016، وهي مقر بلدية كيرونا (عدد السكان: 23,167 في عام 2016) في محافظة نوربوتن. تم بناء المدينة في الأصل في تسعينيات القرن التاسع عشر لخدمة منجم كيرونا.
تأسس مركز إسرانج الفضائي في كيرونا في ستينيات القرن العشرين. يوجد في كيرونا أيضا كل من المعهد السويدي للفيزياء الفضائية، وقسم علوم الفضاء التابعة لجامعة لوليا للتكنولوجيا.

## التسمية
نالت المدينة اسمها الحالي كيرونا بعد أن كانت المنطقة تكنى لوسيفارا كنية باسم الجبل المحيط بالمدينة. ولكي يكون اسمها سهل القراءة والكتابة فاختير بدل من لوسيفارا اسم كيرونا لما في الأول أصوات وأحرف مشتقة من اللغات السامية في دول الشمال وليست من اللغة السويدية أصلا. كيرونا في اللغة السامية لدول الشمال تعني بطة الجبل والتي أدخلت كشعار لبلدية المدينة «لاحظ شعار البلدية».

## حقائق
أدرجت المدينة لأول مرة كبلدية في عقد السبعينات من القرن العشرين حيث كانت تعتبر حينها أكبر مدينة مساحة في العالم حيث تشكل مساحة البلدية بما يقارب ال 20000 كم مربع على الرغم من أن المدينة أصلاً صغيرة مقارنة بمساحة البلدية كلها. وفي الوقت الحاضر فإن بلدية ماونت إيسا في أستراليا هي أكبر بلدية مساحة.
في المدينة وبين حبل لوسيفارا وكيرونا فارا يقع أكبر مناجم العالم لخامات الحديد. ولم تعد المدينة لها وجود في السابق ولكن أخذت الحياة بالتوسع شيئاً فشيئا مع كبر المنجم واحتياجاته من الأيدي العاملة والسكان والخدمات. وبسبب عمليات الحفر والاستخراج فإن جزء من المدينة قد أصبح تحت خطر الانهيار المفاجىء ولذلك تم غلق إحدى المناطق السكنية التي تقع تحت خط الخطر. كما يرى أن الخطر امتد إلى أجزاء أخرى من المناطق السكنية ومنها الطريق أي 10 الذي يربط المدينة مما دعى إلى التفكير في نقل المدينة وبعض أجزائها إلى مناطق أخرى قريبة نسبيا. ومن الجدير بالذكر أن بعض أجزاء المدينة ستنقل بكافة محتوياتها بدون تفكيك ككنسية كيرونا وقبر يلمر لندهولم وحتى مبنى البلدية بالكامل لما لها من دلائل تاريخية.

## تاريخ

### الأصول
أظهرت الاكتشافات الأثرية أن المنطقة المحيطة بكيرونا مأهولة بالسكان منذ 6000 عام على الأقل.
قبل قرون من تأسيس كيرونا في عام 1900، فإن وجود خام الحديد في كيرونافارا ولووسافارا كان معروفا من قبل سكان قومية سامي المحليين. في عام 1696، كتب صموئيل مورت، محاسب في أعمال قرية كنغيز، شائعات حول وجود الحديد في التلين. أصبح الخام معروفًا بشكل أفضل بعد أن أبلغ مانغي، وهو رجل من قومية سامي، السلطات السويدية التي تجمعت في كنيسة يوكاسيارفي عام 1736. بعد وقت قصير من العثور على مسؤول تنفيذي سويدي كبير ورسام خرائط ورسام خرائط، رسم أندرس هاكزيل خريطة لمنطقة كيرونا في عام 1736 وأعطى جبال المنطقة أسمائها باللغة السويدية «فريدريكس بيرج» (الاسم الفنلندي الأصلي لا يزال مستخدمًا أيضًا: «كيرونافارا») و «بيرجيت أولريكا إليونورا» (الاسم الفنلندي الأصلي لا يزال مستخدمًا أيضًا: «لووسفارا»)، بعد فريدريك الأول ملك السويد وزوجته أولريكا إليونورا ملكة السويد.
على الرغم من اكتشاف وجود كميات كبيرة من الخام، لم يتم البدء في التعدين بسبب الموقع البعيد والطقس القاسي. تم استخراج بعض الخام في القرن التاسع عشر. تم استخراجه في الصيف ونقلها في فصل الشتاء، وذلك باستخدام الزلاجات التي رسمها الرنة والخيول. ومع ذلك، فإن ارتفاع التكاليف وجودة الفوسفور الخام، وحتى، وفي عام 1878 طريقة بسمر، التي اخترعها سيدني غيلكريست توماس وبيرسي غيلكريست، يسمح للفصل بين الفوسفور من خام.

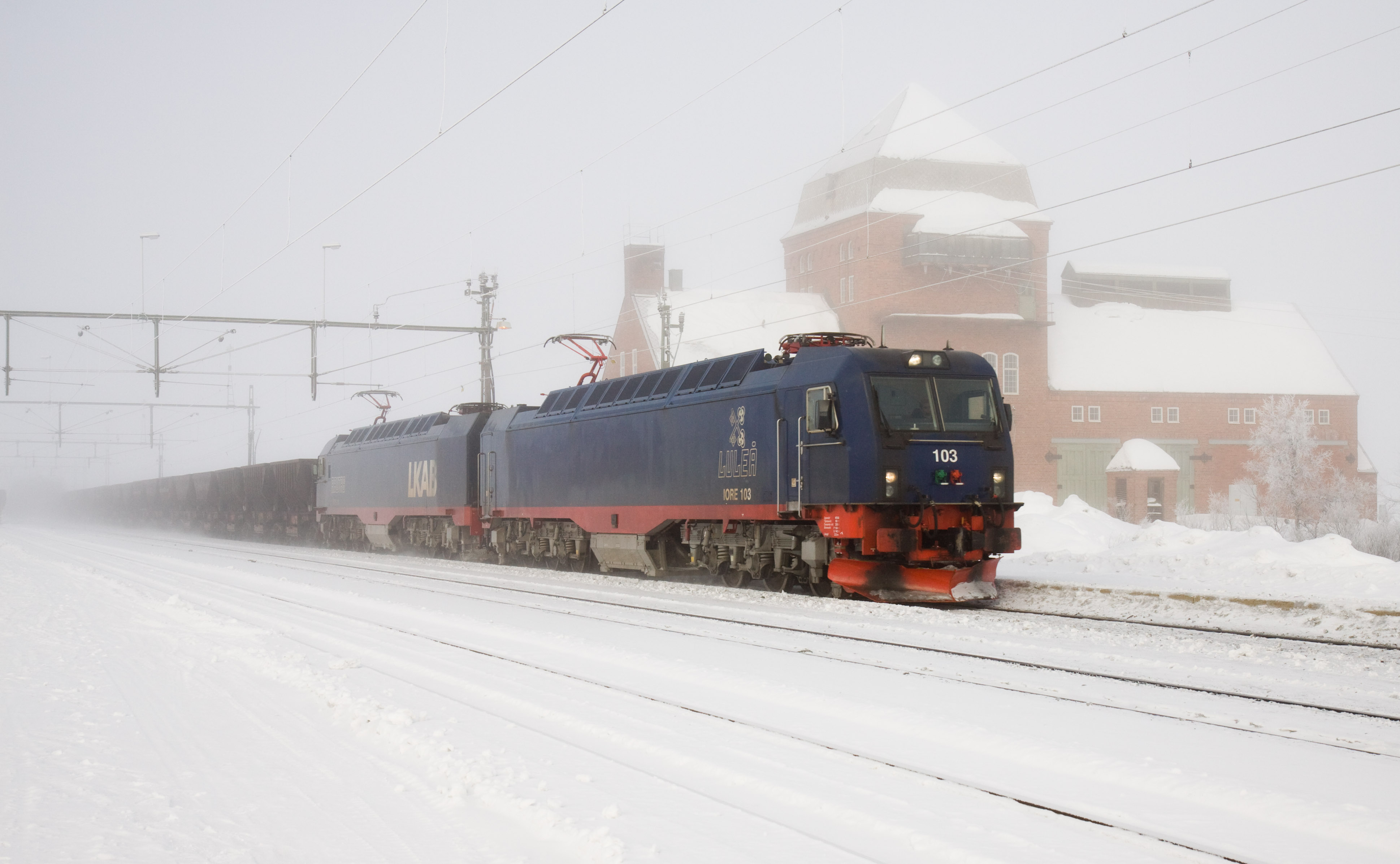
قطار يمر من فاسيوري

في عام 1884، تم منح امتياز لخط سكة حديد من لوليو إلى نارفيك لشركة شمال أوروبا للسكك الحديدية. تم الانتهاء من السكك الحديدية المؤقتة بين لوليو ومالمبيريت في عام 1888 وغادر أول قطار مالمبيريت في مارس. في نفس الوقت تقريبًا، أفلست الشركة الإنجليزية واضطرت إلى بيع الخط إلى الدولة السويدية مقابل 8 ملايين كرونة سويدية، أي حوالي نصف المبلغ المستثمر في البداية. بعد إعادة بناء كبيرة، يمكن استخدام خط السكة الحديد إلى ياليفاره مرة أخرى وتم استخراج خام الحديد في مالمبيريت بواسطة "Aktiebolaget Gellivare Malmfält".
بمبادرة من روبرت شوج، تم تأسيس شركة التعدين Luossavaara-Kiirunavaara Aktiebolag في عام 1890. في عام 1893، أصبح غوستاف برومز الرئيس التنفيذي لكل من الشركتين. ضغطت Luossavaara-Kiirunavaara Aktiebolag لمواصلة خط «مالمبانان» عبر لووسافارا وكيرونافارا إلى ساحل النرويج الخالي من الجليد. كان استمرار خط السكة الحديد إلى نارفيك مثيرًا للجدل، لأن المعارضين كانوا يخشون من تأثير روسيا (التي كانت تسيطر على فنلندا في ذلك الوقت والمتصلة بالفعل بالسويد في هاباراندا - تورنيو) على خط سكة حديد دولي.

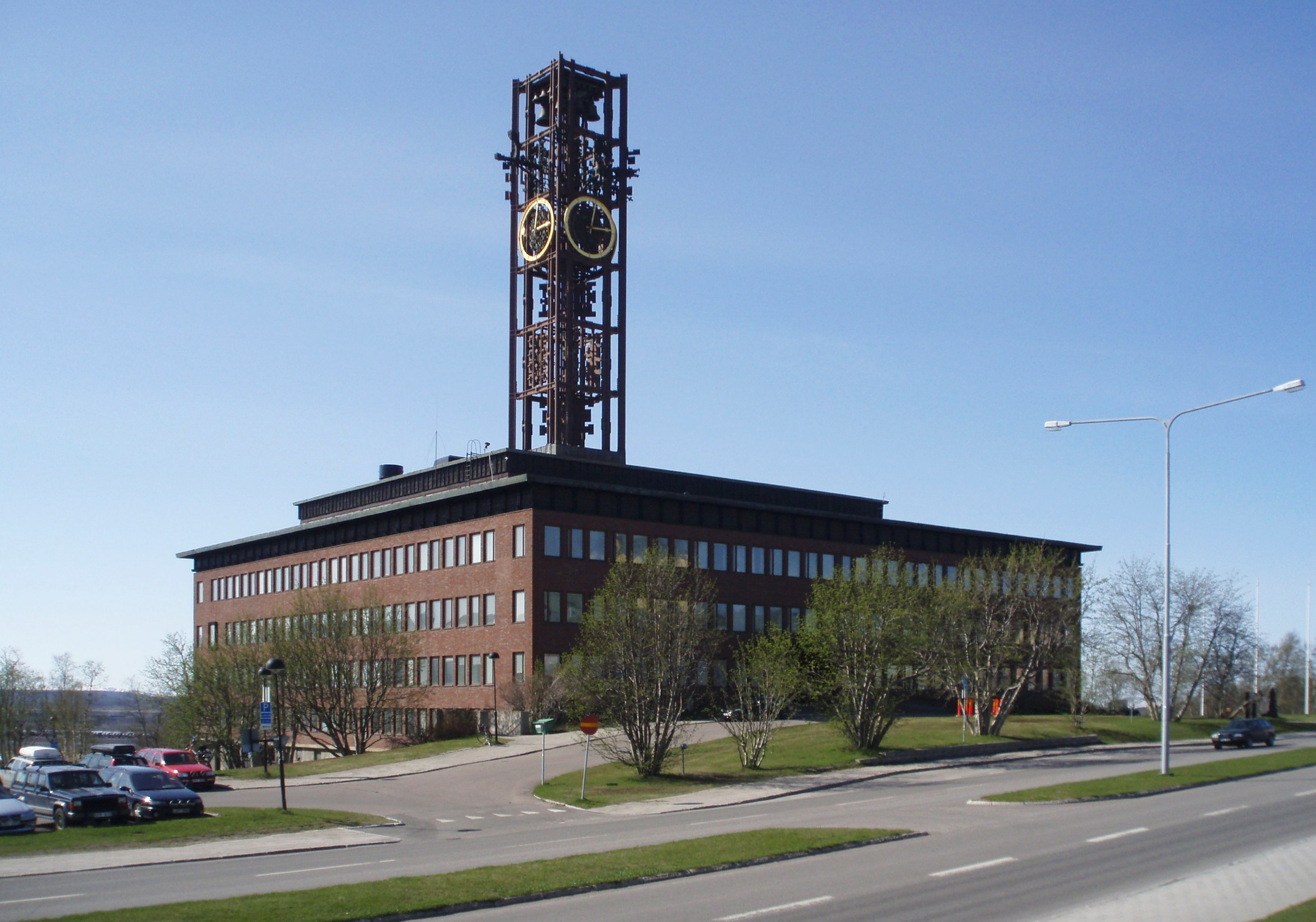
مجلس مدينة كيرونا في الصيف

تم اتخاذ قرار البناء أخيرًا في عام 1898. وصل خط السكة الحديد إلى كيرونا في 15 أكتوبر 1899 وانضم إلى القسمين السويدي والنرويجي في 15 نوفمبر 1902. بالنسبة لشركة Luossavaara-Kiirunavaara Aktiebolag، أدت النفقات الكبيرة تقريبًا إلى الإفلاس في عام 1901، بعد تعدين الخام في كيرونافارا مباشرة قد بدأ. افتتح الملك أوسكار الثاني ملك السويد خط السكة الحديد فقط في 14 يوليو 1903 مفضلًا الصيف على الشتاء للسفر شمالًا.
تم تعيين المهندسين المعماريين بير أولوف هالمان وغوستاف فيكمات لتصميم المدينة، التي سيتم بناؤها في هوكيفارا، بالقرب من كل من مناجم خام الحديد، مع مراعاة الظروف الجغرافية والمناخية آنذاك؛ يجري بناؤها على تل، درجات الحرارة في فصل الشتاء تكون أكثر اعتدالًا من المدن الأخرى، وبسبب مخطط الشارع والموقع، فإن الرياح محدودة. في 27 أبريل 1900، تم قبول خطة هالمان رسميًا.
اقترح غوستاف برومز تسمية مستوطنات كيرونا، وهو اسم قصير وعملي يمكن أيضًا نطقه من قبل السكان الناطقين باللغة السويدية. الاسم يعني ترمجان الصخر في لغة سامي واللغة الفنلندية. عينت شركة Luossavaara-Kiirunavaara Aktiebolag هيالمار لوندبوهم، الذي لم يكمل دراسته الثانوية ولا دراساته الجيولوجية، كمدير محلي في كيرونا.

## جغرافيا
تقع كيرونا في شمال السويد، على بعد 145 كيلومترًا (90 ميلًا) شمال الدائرة القطبية الشمالية. تم بناء وسط المدينة على تل هوكافارا على ارتفاع 530 مترًا، فوق نهر تورن في الشمال ونهر كاليكس في الجنوب. الأجزاء الأخرى من المدينة هي لومبولو وتولوفارا. بالقرب من كيرونا توجد جبال كيرونافارا ولووسافارا. يمثل منجم كيرونافارا لخام الحديد المورد الاقتصادي الأساسي للمدينة. كان لووسافارا منجمًا سابقًا ويستخدم الآن كمنحدر تزلج.
تم بناء المدينة بالقرب من بحيرة لووسفايرفي مع تدفق خارجي إلى لووسايوكي الذي يتدفق في نهر تورن في لاكسفورسن. تعتبر المنطقة المحيطة بكيرونا قليلة السكان. تهيمن سلسلة الجبال الإسكندنافية على شمال غرب وغرب وجنوب غرب كيرونا، والتي يمكن رؤيتها من وسط المدينة. يوجد كيبنيكايسي وهو أعلى جبل في السويد، على بعد 75 كيلومتر (47 ميل) من وسط المدينة ويمكن رؤيته منه أيضًا. توجد إلى الغرب قرية نيكالووكتا وإلى الشمال الغربي قرى أبيسكو وبيوركليدن وريكسغرينسن والمدينة النرويجية «نارفيك» 180 كيلومتر (110 ميل) عبر الطريق. و 12 كيلومترا (7 أميال) شمال كيروناكورافارا، على حافة نهر تورن. الأرض الواقعة شمال كورافارا هي غابات بلا طرق، وغير مأهولة، وجرداء جزئيًا وجزئيًا من غابات البتولا، حتى الحدود النرويجية والفنلندية في نقطة تقاطع الدول الثلاثة (فنلندا والسويد والنرويج). تهيمن الغابات الشمالية على الجزء الشرقي الأدنى، وتمتد لآلاف الكيلومترات عبر فنلندا وروسيا. على بعد حوالي 15 كم شرق كيرونا توجد مجموعة قرى على نهر تورن، أبرزها يوكاسيارفي، حيث يتم بناء فندق جليدي كل شتاء، يجذب السياح من جميع أنحاء العالم. تعتبر المدن التوأم ياليفاره ومالمبيريت حوالي 120 كم إلى الجنوب من كيرونا.
أصبحت كيرونا مدينة سويدية في 1 يناير 1948، وأدرجت في وقت ما على أنها أكبر مدينة في العالم من حيث المساحة، حتى لو كانت معظم أراضيها غير حضرية. بعد إصلاح البلدية السويدية في السبعينيات، توقف مصطلح «المدينة» قانونًا. اليوم فقط المنطقة المبنية تعتبر مدينة بحكم الأمر الواقع.

### المناخ
كونها تقع على بعد 145 كيلومترًا (90 ميلًا) شمال الدائرة القطبية الشمالية، تتمتع كيرونا بمناخ شبه قطبي (حسب تصنيف كوبن للمناخ) مع فصول صيف قصيرة وباردة وشتاء طويل وبارد، على الرغم من أن المدينة نفسها يمكن أن تكون أكثر اعتدالًا من الغابة المحيطة. يستمر الغطاء الثلجي بشكل عام من أواخر سبتمبر إلى منتصف مايو، ولكن يمكن أن يحدث تساقط للثلوج على مدار السنة. تحدث شمس منتصف الليل ما بين 28 مايو و 16 يوليو (50 يوما)، وتستمر الليالي البيضاء من أوائل مايو إلى أوائل شهر أغسطس. يستمر الليل القطبي من 11 ديسمبر إلى 1 يناير (22 يومًا)، وتعتمد الحدود الدقيقة على التضاريس المحلية. على الرغم من أن فصول الشتاء في كيرونا شديدة البرودة وفقًا للمعايير السويدية، إلا أنها لا تزال أقل حدة بكثير من فصول الشتاء على خطوط عرض مماثلة في أمريكا الشمالية وسيبيريا، وأقل حدة حتى من المناطق الأكثر جنوبية في أجزاء أخرى من العالم بسبب بعض النفوذ البحري. درجات الحرارة الشتوية المماثلة تذهب جنوبا إلى ما دون خط عرض 45° شمال في الشرق الأقصى الروسي. ومع ذلك، تتمتع كيرونا بصيف أكثر برودة من هذه المناطق، لكنها لا تزال دافئة بدرجة كافية للبقاء فوق المناخ القطبي وتحت خط الشجر الشمالي. ومع ذلك، فإن درجات الحرارة في فصل الشتاء تكون أكثر برودة بكثير من المناطق التي تأثرت مباشرة بتيار الخليج، حيث تكون في الواقع المستويات المنخفضة المنتظمة لكيرونا خلال شهري يناير وفبراير أبرد من أو مشابهة لأدنى مستوى قياسي في ترومسو على الإطلاق.
تم تسجيل أبرد درجة حرارة مؤكدة على الإطلاق في كيرونا في محطة الأرصاد القريبة مع −43.3 درجة مئوية (-45.9 درجة فهرنهايت) سجلت في يناير 1999. سجلت محطة الطقس 31.6 درجة مئوية (88.9 درجة فهرنهايت) في يوليو 1945، والتي تعتبر أكبر رقم قياسي على الإطلاق للبلدة. كان أكثر الشهور دفئًا المسجلة في محطة الأرصاد الجوية يوليو 2018، حيث بلغ متوسط درجات الحرارة المرتفعة 24.3 درجة مئوية (75.7 درجة فهرنهايت). تتميز كيرونا بمناخ قاتم يتأثر بأنظمة الضغط المنخفض في المحيط الأطلسي. نظرًا لدورة النهار الشديدة، فإن الفترة بين أبريل إلى أغسطس تمثل 73% من أشعة الشمس السنوية في كيرونا وفقًا للأعراف القياسية لعام 1961-1990، في حين أن الأشهر الخمسة الأكثر ظلمة بين أكتوبر وفبراير تحتوي فقط على حوالي 10% من أشعة الشمس السنوية.
| البيانات المناخية لـبيانات المناخ لكيرونا (إسرانج 2002–2018، أقصى حد منذ 1901) | البيانات المناخية لـبيانات المناخ لكيرونا (إسرانج 2002–2018، أقصى حد منذ 1901) | البيانات المناخية لـبيانات المناخ لكيرونا (إسرانج 2002–2018، أقصى حد منذ 1901) | البيانات المناخية لـبيانات المناخ لكيرونا (إسرانج 2002–2018، أقصى حد منذ 1901) | البيانات المناخية لـبيانات المناخ لكيرونا (إسرانج 2002–2018، أقصى حد منذ 1901) | البيانات المناخية لـبيانات المناخ لكيرونا (إسرانج 2002–2018، أقصى حد منذ 1901) | البيانات المناخية لـبيانات المناخ لكيرونا (إسرانج 2002–2018، أقصى حد منذ 1901) | البيانات المناخية لـبيانات المناخ لكيرونا (إسرانج 2002–2018، أقصى حد منذ 1901) | البيانات المناخية لـبيانات المناخ لكيرونا (إسرانج 2002–2018، أقصى حد منذ 1901) | البيانات المناخية لـبيانات المناخ لكيرونا (إسرانج 2002–2018، أقصى حد منذ 1901) | البيانات المناخية لـبيانات المناخ لكيرونا (إسرانج 2002–2018، أقصى حد منذ 1901) | البيانات المناخية لـبيانات المناخ لكيرونا (إسرانج 2002–2018، أقصى حد منذ 1901) | البيانات المناخية لـبيانات المناخ لكيرونا (إسرانج 2002–2018، أقصى حد منذ 1901) | البيانات المناخية لـبيانات المناخ لكيرونا (إسرانج 2002–2018، أقصى حد منذ 1901) |
| الشهر                                                                          | يناير                                                                          | فبراير                                                                         | مارس                                                                           | أبريل                                                                          | مايو                                                                           | يونيو                                                                          | يوليو                                                                          | أغسطس                                                                          | سبتمبر                                                                         | أكتوبر                                                                         | نوفمبر                                                                         | ديسمبر                                                                         | المعدل السنوي                                                                  |
| ------------------------------------------------------------------------------ | ------------------------------------------------------------------------------ | ------------------------------------------------------------------------------ | ------------------------------------------------------------------------------ | ------------------------------------------------------------------------------ | ------------------------------------------------------------------------------ | ------------------------------------------------------------------------------ | ------------------------------------------------------------------------------ | ------------------------------------------------------------------------------ | ------------------------------------------------------------------------------ | ------------------------------------------------------------------------------ | ------------------------------------------------------------------------------ | ------------------------------------------------------------------------------ | ------------------------------------------------------------------------------ |
| الدرجة القصوى °م (°ف)                                                          | 7.3 (45.1)                                                                     | 7.3 (45.1)                                                                     | 11.3 (52.3)                                                                    | 15.2 (59.4)                                                                    | 27.0 (80.6)                                                                    | 29.8 (85.6)                                                                    | 31.6 (88.9)                                                                    | 28.4 (83.1)                                                                    | 24.3 (75.7)                                                                    | 16.1 (61.0)                                                                    | 9.2 (48.6)                                                                     | 8.0 (46.4)                                                                     | 31.6 (88.9)                                                                    |
| الحد الأقصى المتوسط °م (°ف)                                                    | 1.4 (34.5)                                                                     | 3.5 (38.3)                                                                     | 5.9 (42.6)                                                                     | 11.3 (52.3)                                                                    | 21.0 (69.8)                                                                    | 24.3 (75.7)                                                                    | 25.3 (77.5)                                                                    | 24.5 (76.1)                                                                    | 18.3 (64.9)                                                                    | 10.5 (50.9)                                                                    | 4.8 (40.6)                                                                     | 3.5 (38.3)                                                                     | 27.3 (81.1)                                                                    |
| متوسط درجة الحرارة الكبرى °م (°ف)                                              | −9.1 (15.6)                                                                    | −7.2 (19.0)                                                                    | −1.8 (28.8)                                                                    | 4.0 (39.2)                                                                     | 10.3 (50.5)                                                                    | 15.5 (59.9)                                                                    | 19.7 (67.5)                                                                    | 16.8 (62.2)                                                                    | 10.9 (51.6)                                                                    | 2.9 (37.2)                                                                     | −3.4 (25.9)                                                                    | −6.1 (21.0)                                                                    | 4.4 (39.9)                                                                     |
| المتوسط اليومي °م (°ف)                                                         | −14.0 (6.8)                                                                    | −12.2 (10.0)                                                                   | −7.3 (18.9)                                                                    | −0.9 (30.4)                                                                    | 5.4 (41.7)                                                                     | 10.6 (51.1)                                                                    | 14.5 (58.1)                                                                    | 11.8 (53.2)                                                                    | 6.6 (43.9)                                                                     | −0.6 (30.9)                                                                    | −7.5 (18.5)                                                                    | −10.9 (12.4)                                                                   | −0.4 (31.3)                                                                    |
| متوسط درجة الحرارة الصغرى °م (°ف)                                              | −18.8 (−1.8)                                                                   | −17.2 (1.0)                                                                    | −12.8 (9.0)                                                                    | −5.7 (21.7)                                                                    | 0.5 (32.9)                                                                     | 5.7 (42.3)                                                                     | 9.2 (48.6)                                                                     | 6.8 (44.2)                                                                     | 2.3 (36.1)                                                                     | −4.1 (24.6)                                                                    | −11.6 (11.1)                                                                   | −15.7 (3.7)                                                                    | −5.1 (22.8)                                                                    |
| الحد الأدنى المتوسط °م (°ف)                                                    | −32.9 (−27.2)                                                                  | −31.4 (−24.5)                                                                  | −27.3 (−17.1)                                                                  | −17.1 (1.2)                                                                    | −6.5 (20.3)                                                                    | −0.6 (30.9)                                                                    | 2.9 (37.2)                                                                     | −0.7 (30.7)                                                                    | −4.7 (23.5)                                                                    | −15.0 (5.0)                                                                    | −24.9 (−12.8)                                                                  | −29.5 (−21.1)                                                                  | −35.7 (−32.3)                                                                  |
| أدنى درجة حرارة °م (°ف)                                                        | −43.3 (−45.9)                                                                  | −42.3 (−44.1)                                                                  | −36.8 (−34.2)                                                                  | −31.1 (−24.0)                                                                  | −21.0 (−5.8)                                                                   | −5.8 (21.6)                                                                    | −1.8 (28.8)                                                                    | −4.0 (24.8)                                                                    | −11.8 (10.8)                                                                   | −28.8 (−19.8)                                                                  | −34.6 (−30.3)                                                                  | −38.0 (−36.4)                                                                  | −43.3 (−45.9)                                                                  |
| الهطول مم (إنش)                                                                | 37.7 (1.48)                                                                    | 29.8 (1.17)                                                                    | 19.4 (0.76)                                                                    | 20.9 (0.82)                                                                    | 45.7 (1.80)                                                                    | 70.9 (2.79)                                                                    | 100.6 (3.96)                                                                   | 72.2 (2.84)                                                                    | 64.8 (2.55)                                                                    | 42.0 (1.65)                                                                    | 41.4 (1.63)                                                                    | 42.3 (1.67)                                                                    | 587.7 (23.12)                                                                  |
| ساعات سطوع الشمس الشهرية                                                       | 8.9                                                                            | 69.8                                                                           | 161.8                                                                          | 203.8                                                                          | 236.9                                                                          | 227.1                                                                          | 245.5                                                                          | 182.5                                                                          | 117.2                                                                          | 80.9                                                                           | 21.5                                                                           | 0.0                                                                            | 1٬555٫9                                                                        |
| متوسط مؤشر الأشعة فوق البنفسجية                                                | 0                                                                              | 0                                                                              | 1                                                                              | 2                                                                              | 3                                                                              | 4                                                                              | 4                                                                              | 3                                                                              | 2                                                                              | 1                                                                              | 0                                                                              | 0                                                                              | 2                                                                              |
| المصدر #1: المعهد السويدي للأرصاد الجوية والهيدرولوجيا                         |                                                                                |                                                                                |                                                                                |                                                                                |                                                                                |                                                                                |                                                                                |                                                                                |                                                                                |                                                                                |                                                                                |                                                                                |                                                                                |
| المصدر #2: مؤشر الأشعة فوق البنفسجية                                           |                                                                                |                                                                                |                                                                                |                                                                                |                                                                                |                                                                                |                                                                                |                                                                                |                                                                                |                                                                                |                                                                                |                                                                                |                                                                                |

### وسائل النقل

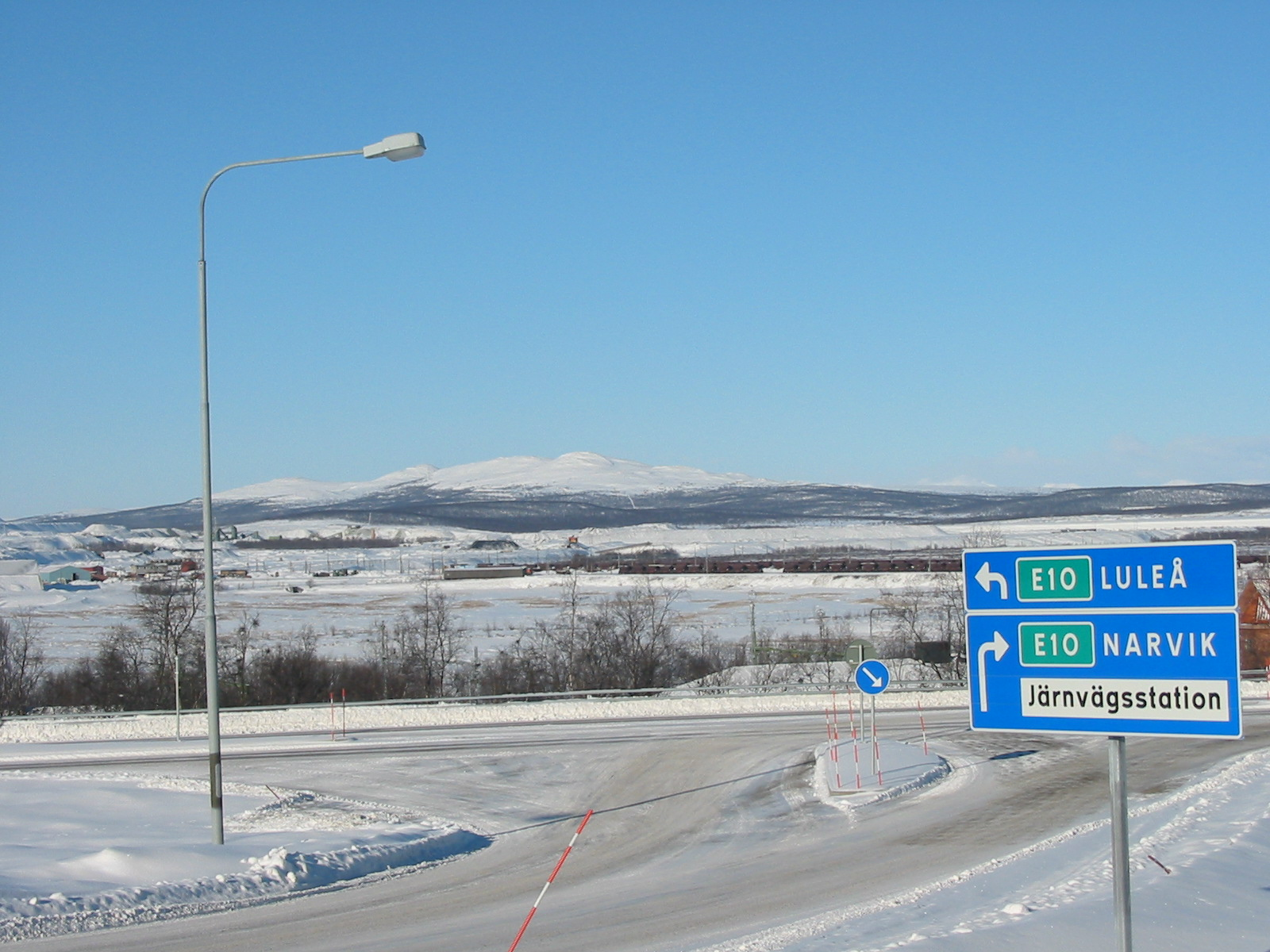
منظر من خارج كيرونا مباشرةً، حيث الطريق الأوروبي E10 إلى لوليو يسارا وإلى نارفيك بالنرويج يمينا (وإلى محطة سكة حديد كيرونا)

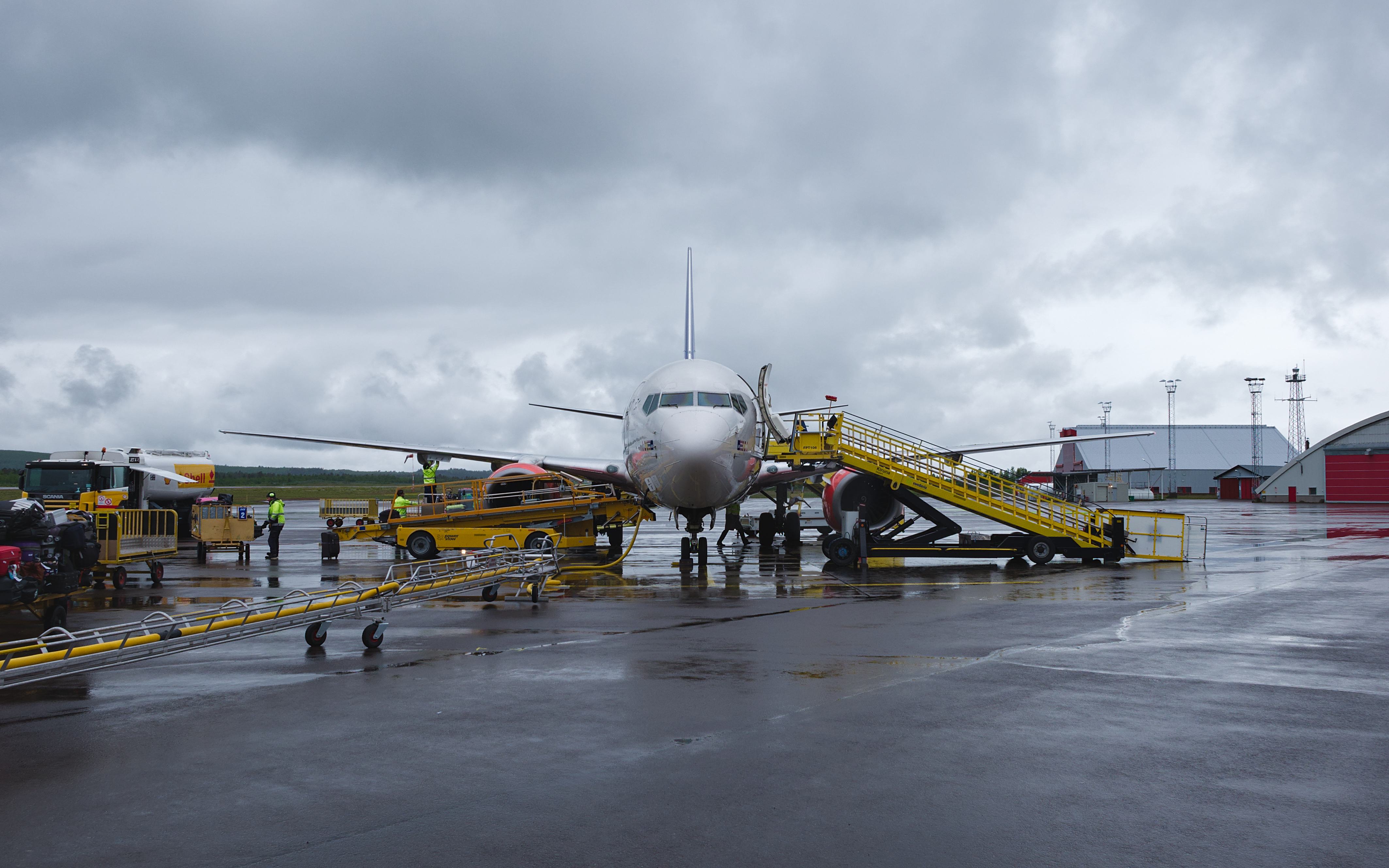
طائرة بوينغ 737-600 في مطار كيرونا

تقع كيرونا على الطريق E10 الذي يربط لوليو بالنرويج ويمر بالقرب من ياليفاره (جنوب كيرونا) و نارفيك (على الساحل النرويجي). طريق قصير يصل إلى كورافارا عند نهر تورن وينتهي هناك. يربط طريق آخر بين كيرونا ونيكالوكتا بالقرب من كيبنيكايس ويستخدمه السياح للوصول إلى الجبال. يمر بالقرب من عدة قرى في وادي نهر كاليكس.
تربط الحافلات كيرونا بالمدن الرئيسية في محافظة نوربوتن والقرى المجاورة وفي المنطقة الأوسع. وتربط السكك الحديدية وليا مع ياليفاره، كيرونا ونارفيك. على الرغم من بنائه لخدمة المنجم، إلا أن السكك الحديدية السويدية تدير حركة نقل الركاب اليومية على الخط: قطار ليلي من نارفيك إلى ستوكهولم، وقطار نهاري من نارفيك إلى لوليا (متصل بقطار ليلي ثانٍ إلى ستوكهولم وغوتنبرغ)، وقطارات إلى لوليا ونارفيك التي تبدأ وتنتهي في كيرونا. يُعرف الأخير باسم كارفن ويشتهر بالرحلات اليومية إلى الجبال بالقرب من أبيسكو وبيوركليدن و ريكسغرينسن، خاصة في فصل الشتاء. يتم تشغيل قطارات إضافية لمسافات طويلة بواسطة «ترانسداف» في الصيف. في عام 2013 ، تم نقل محطة السكة الحديد على بعد كيلومترين من وسط المدينة، لذلك يمكن المشي ولكن لا ينصح به. هناك حافلة نقل مجانية لكل مغادرة ووصول تبدأ من محطة حافلات كيرونا في وسط المدينة.
يقع مطار كيرونا جنوب شرق المدينة، على بعد 8 كيلومترات برّا. تربط بعض الرحلات اليومية بين كيرونا وستوكهولم، إما مباشرة أو عبر لوليا أو أوميو. تتوفر حافلة المطار لجميع الرحلات من وإلى مطار ستوكهولم أرلاندا.

## اقتصاد

### أبحاث الفضاء
بدأت أبحاث الفضاء في أواخر الأربعينيات.
تقع محطة كيرونا التابعة لشبكة تتبع الفضاء الأوروبية التابعة لوكالة الفضاء الأوروبية في البلدية. وكذلك إيسرانج، فضلا عن المحطة ومقر علمي تابع «للرابطة الأوروبية العلمية المبعثرة وغير المتماسكة».
يوجد في كيرونا أيضا كل من المعهد السويدي للفيزياء الفضائية، و قسم علوم الفضاء التابعة لجامعة لوليا للتكنولوجيا.
في عام 2007، أعلنت الحكومة السويدية أن كيرونا ستستضيف ميناء الفضاء السويدي، حيث وقعت اتفاقية مع شركة فيرجن غالاكتيك.

### التعدين

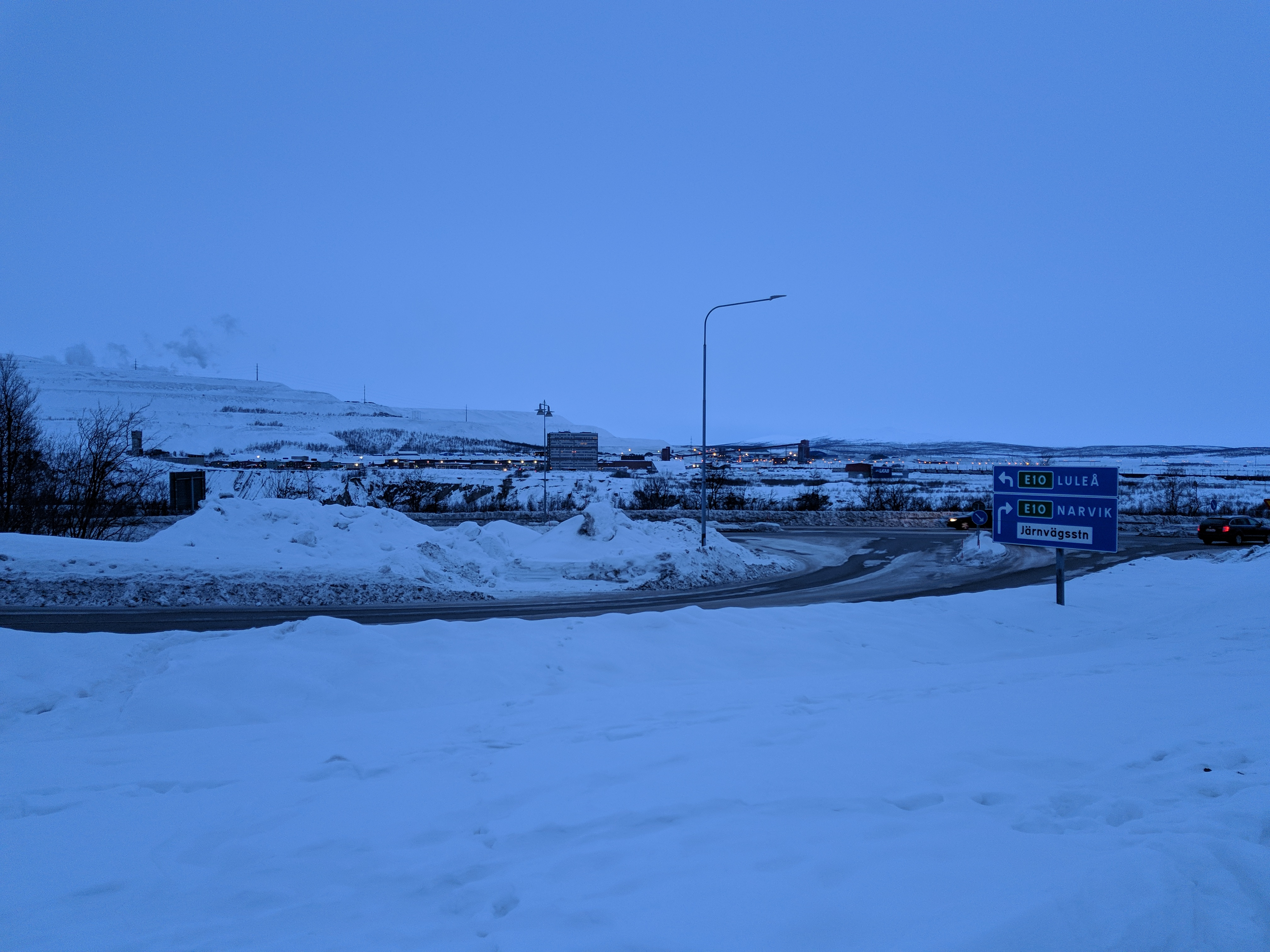
جسم الخام في كيرونا عبارة عن لوح مائل من أكسيد الحديد الأسود (المغنتيت) بعرض 80 م وطوله 4 كم و 2 كم على الأقل تحت الأرض

يلعب التعدين دورًا رئيسيًا كمصدر للدخل القومي والتوظيف في كيرونا والمنطقة المحيطة بها. كما هو الحال مع معظم شمال السويد، فإن المنطقة غنية بأكسيد الحديد الأسود (المغنتيت) الذي يتم استخراجه لإنتاج العديد من منتجات خام الحديد التي يتم نقلها بعد ذلك عن طريق السكك الحديدية إلى ميناء نارفيك في النرويج ليتم شحنها إلى العملاء في جميع أنحاء العالم. بدأ التعدين على نطاق واسع في كيرونا في القرن التاسع عشر في الوقت الذي تم فيه تأسيس شركة التعدين السويدية الكبرى "LKAB" في عام 1890.
في العام 2004، بدأ سكّان كيرونا بمواجهة مشكلة كبيرة عندما أصبح منجم الحديد الخام المجاور – والذي يُعتبر الأكبر في أوروبا، ومصدر العمل الرئيسي لسكّان البلدة منذ أكثر من قرن – يشكل خطراً كبيراً عليهم. وبينما بدأت شركة التعدين السويدية “LKAB” بالحفريات بحثاً عن ركاز المعادن، بدأت الشقوق تظهر في الأرض في المناطق المأهولة بالسكان. وتتوقع الشركة الحكومية التي تدير المنجم، أن هذه التشققات والكسور سوف تزداد سوءاً مع كل مرة تحاول فيها الحصول على المعادن التي يصعب الوصول إليها ورغم أن خيار إغلاق المنجم الذي أُسس منذ أكثر من 120 عاماً، قد يكون أبسط من النقل، إلّا أن سكّان المدينة الذين يعملون هناك ويبلغ عددهم أربعة آلاف موظف، كانوا سيفقدون وظائفهم. لذا، بعد مناقشات وحوارات عدة توصلت شركة التعدين إلى اتفاق مع البلدية، لنقل حوالي 6,000 شخص ممن يعيشون في المناطق التي ستتأثر في العقدين المقبلين، بحسب توقعات الشركة.

### السياحة

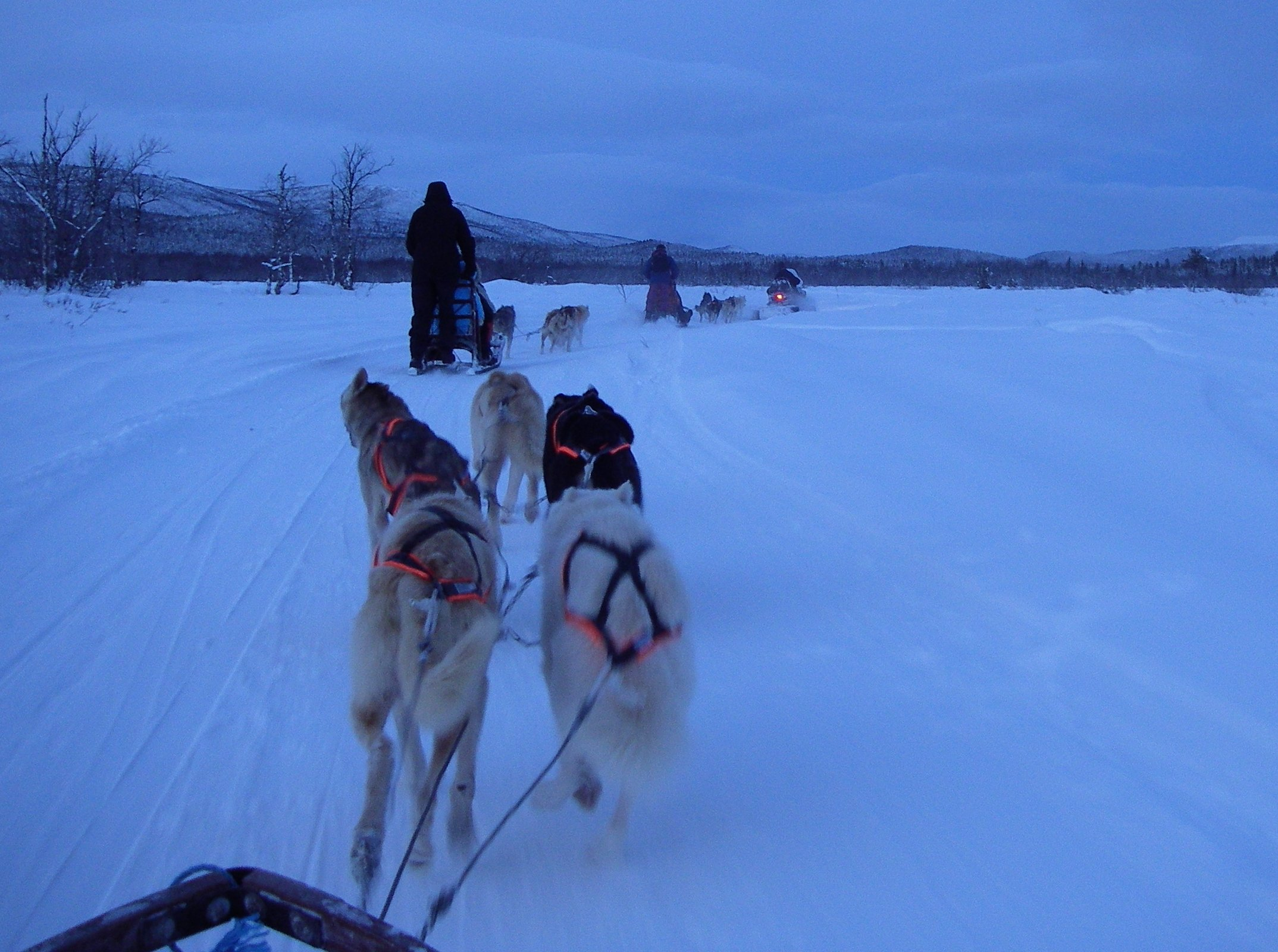
يعتبر التزلج على الجليد من الأنشطة الشهيرة في المناطق الريفية المحيطة بكيرونا.

في فصل الشتاء، يجذب نزل الجليد و الشفق القطبي السياح. يسهل الغطاء الطويل وبعض الثلوج، والتي تستمر عادة من أكتوبر إلى مايو والبحيرات المتجمدة والأنهار عبر البلاد التزحلق على الثلج، التزلج بالكلاب وركوب زلاقة الجليد الآلية. هناك تسلق الجليد في الجبال    وتزلج على الجليد على البحيرات أو الأنهار. يقام مهرجان الثلج السنوي خلال عطلة نهاية الأسبوع الأخيرة من شهر يناير. ويتضمن القفز بالسكوتر وسباق الرنة ومسابقة النحت على الجليد.

## رياضات
- "كيرونا إف إف" (بالإنجليزية: Kiruna FF) هو فريق كرة قدم سويدي يقع في كيرونا. ينافس النادي حاليًا في القسم 3 ل"Norra Norrland، وهي الدرجة الخامسة لنظام الدوري السويدي لكرة القدم.
- «كابنيكليش بي تي كاي» (بالإنجليزية: Kebnekaise BTK) هو نادٍ لتنس الطاولة يقع في كيرونا.[34] يتنافس النادي في الدرجة الأولى Norra، وهي الدرجة الثالثة لنظام دوري تنس الطاولة السويدي. لطالما كان كابنيكليش بي تي كاي أحد أنجح أندية تنس الطاولة في شمال السويد. تتم ممارسة الرياضة في "Sporthallen" وهو المركز الرياضي الواقع في وسط كيرونا.[35]

## سكان بارزون
- سفارتا بيورن، طاهية أسطورية أثناء تأسيس المدينة
- إيما إلياسون، مدافعة هوكي الجليد في دوري الهوكي السويدي للسيدات والمنتخب السويدي
- بوريي سالمينغ، رجل الدفاع في دوري الهوكي الوطني؛ عضو في قاعة مشاهير الهوكي
- بير سبيت، متزلج أولمبي
- هانا أوبرغ، رياضية أولمبية في رياضة البياثلون

## المدن التوآم
- جورجيا روستافي، جورجيا
- النرويج نارفيك، النرويج
- روسيا أباتيتي، روسيا
- روسيا أرخانغلسك، روسيا
- فنلندا روفانييمي، فنلندا